# Charline Piconová
Charline Piconová (* 23. prosince 1984 Royan) je francouzská windsurfařka. Pracuje jako fyzioterapeutka, je členkou Club Nautique de la Tremblade a jejím trenérem je Cedric Leroy. Svému sportu se věnuje od deseti let, v roce 2006 se zaměřila na třídu RS:X. Je v ní mistryní světa z roku 2014 a trojnásobnou mistryní Evropy (2013, 2014 a 2016). Na olympijských hrách obsadila osmé místo v roce 2012 a v roce 2016 vybojovala zlatou medaili. Po olympiádě získala cenu pro francouzského jachtaře roku a Řád čestné legie. V roce 2017 porodila dceru Lou a v následujícím roce se vrátila k závodění.